# Ishite-ji

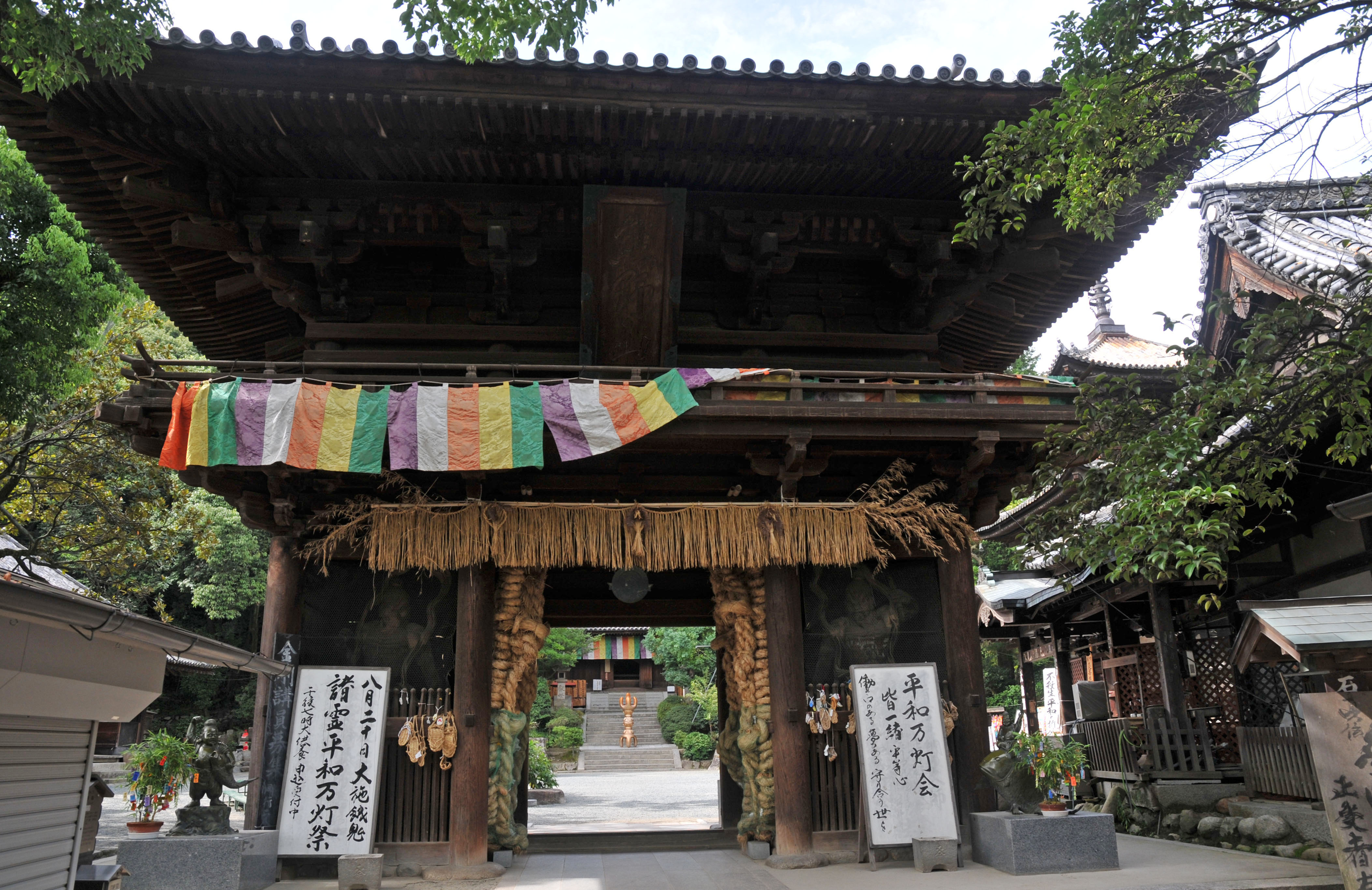
Niōmon de Ishite-ji (1318); trésor national

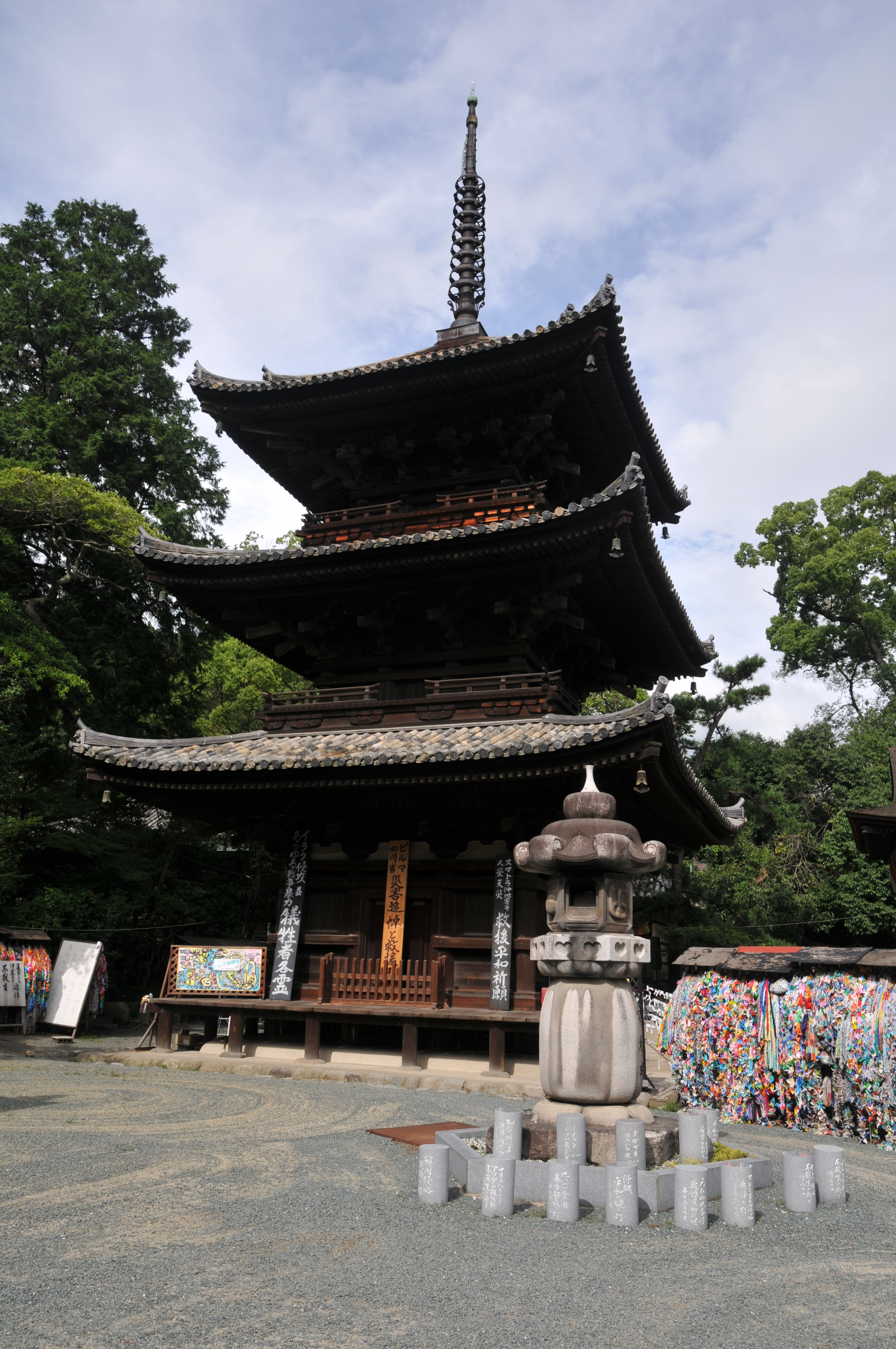
Tō (pagode) à trois étages et gorintō d'Ishite-ji, tous les deux fin de l'époque de Kamakura et bien culturel important

Ishite-ji (石手寺) est un temple Shingon situé à Matsuyama, préfecture d'Ehime au Japon. C'est le cinquante et unième des quatre-vingt huit temples sur la route du pèlerinage de Shikoku. Sept de ses éléments ont été désignés trésor national ou bien culturel important.

## Histoire
Le temple d'Annoyō-ji est fondé à l'origine par Gyōki et converti de temple Hossō-shū en temple Shingon par Kūkai. Reconstruit par le seigneur de la province d'Iyo au VIIIe siècle, la plupart des bâtiments du temple sont détruits au XVIe siècle par le clan Chōsokabe. Selon la légende, le nom du temple change en Ishite-ji ou « temple pierre main » après que la main fermement serrée du fils du seigneur de la province d'Iyo est ouverte par un moine d'Annoyō-ji et révèle une pierre portant l'inscription « Emon Saburō (en) renait ».
En 2015, le Ishite-ji est désigné Japan Heritage avec les 87 autres temples du pèlerinage de Shikoku.

## Bâtiments
- Niōmon (二王門?) (1318) (trésor national)[2],[3]
- Tō (pagode à trois étages) (三重塔?) (fin de l'époque de Kamakura) (bien culturel important)[4],[5]
- Hondō (本堂?) (fin de l'époque de Kamakura) (BCI)[6],[7]
- Kariteimotendō (訶梨帝母天堂?) (fin de l'époque de Kamakura) (BCI)[8],[9]
- Shōrō (鐘楼?) (1333) (BCI)[10],[11]
- Gomadō (護摩堂?) (époque Nanboku-chō) (BCI)[12],[13]

## Trésors
- Gorintō (五輪塔?) (fin de l'époque de Kamakura) (bien culturel important)[14],[15]
- Cloche en bronze (銅鐘?) (1251) (BCI)[16],[17]
- Inscription de 1567 rappelant la légende de Emon Saburō (en)[18]
- Coffret abritant la pierre éponyme[18]